# Sean Kanan
Sean Kanan, all'anagrafe Sean Perelman (Cleveland, 2 novembre 1966), è un attore statunitense.
Noto per il ruolo di A.J. Quartermaine in General Hospital e di Deacon Sharpe in Beautiful e Febbre d'amore.

## Carriera
In Italia è noto soprattutto per il ruolo di Deacon Sharpe nella soap opera Beautiful (The Bold and the Beautiful), ruolo ricoperto dal 2000 al 2005, ripreso brevemente nel 2012, ricoperto nuovamente in maniera fissa dal 2014 al 2016 e per due episodi nel 2017.
In precedenza, nel 1989, essendo cintura nera 3°dan di Taekwondo, viene scelto per il ruolo del cattivo Mike Barnes nel film Karate Kid III - La sfida finale (The Karate Kid, Part III), ruolo che riprenderà nella quinta stagione della serie Cobra Kai; inoltre, comparve anche nella soap opera Sunset Beach e nella soap opera General Hospital (nel ruolo di A.J. Quatermain; 1992-1997, 2012-2014).
Nel 2006 ha partecipato, in Italia, alla trasmissione condotta da Milly Carlucci Ballando con le stelle.
Dal 2006 al 2010 è stato fidanzato con l'italiana Adriana Verdirosi, conosciuta a Roma nel periodo in cui partecipava a Ballando con le stelle.
Nel luglio 2012 ha sposato a Monte di Procida la produttrice americana Michele Vega.

## Filmografia parziale

### Cinema
- La rivincita dei nerds (Revenge of the Nerds), regia di Jeff Kanew (1984)
- Karate Kid III - La sfida finale (The Karate Kid - Part III), regia di John G. Avildsen (1989)
- Miss Miliardo: una favola moderna (Rich Girl), regia di Joel Bender (1991)
- Chaos Factor, regia di Terry Cunningham (2000)
- Collisione zero (Crash Point Zero), regia di Jim Wynorski (2001)
- Carpool Guy, regia di Corbin Bernsen (2005)
- Sons of Italy, regia di Jonathan Deman (2006)
- Hack! - Chi farà l'ultimo taglio? (Hack!), regia di Matt Flynn (2007)
- Abracadabra, regia di Julie Pacino – cortometraggio (2009)
- Changing Hands, regia di Scott L. Schwartz (2010)
- My Trip to the Dark Side, regia di Shane Stanley (2011)
- Gangster Land (In the Absence of Good Men), regia di Timothy Woodward Jr. (2017)
- 5th of July, regia di Camilo Vila (2019)
- Beyond the Law, regia di James Cullen Bressack (2019)
- Survive the Game, regia di James Cullen Bressack (2021)

### Televisione
- Perry Mason: Omicidio sull'asfalto (Perry Mason: The Case of the Maligned Mobster), regia di Ron Satlof – film TV (1991)
- Una bionda per papà (Step by Step) – serie TV, 1 episodio (1993)
- Perry Mason: Il bacio che uccide (Perry Mason: The Case of the Killer Kiss), regia di Christian I. Nyby II – film TV (1995)
- General Hospital – serie TV, 125 episodi (1993-2014)
- Lois & Clark - Le nuove avventure di Superman (Lois & Clark: the New Adventures of Superman) – serie TV, episodio 3x09 (1995)
- La tata (The Nanny) – serie TV, episodio 4x02 (1996)
- Walker Texas Ranger – serie TV, episodio 7x10 (1998)
- Sunset Beach – soap opera, 54 episodi (1999)
- Beautiful (The Bold and the Beautiful) – soap opera, 667 episodi (2000-in corso)
- Freddie – sitcom, un episodio (2006)
- Febbre d'amore (The Young and the Restless) – soap opera, 122 episodi (2009-2012)
- Desperate Housewives – serie TV, 1 episodio (2012)
- Happily Divorced - serie TV, 1 episodio (2012)
- Studio City – serie TV, 6 episodi (2019)
- Cobra Kai – serie TV, 2 episodi (2022)

## Programmi televisivi
- Ballando con le stelle (2006)
- HSE24 ospite per la presentazione di un marchio di beauty (2016)

## Doppiatori italiani
Nelle versioni in italiano delle opere in cui ha recitato, Sean Kanan è stato doppiato da:
- Vittorio De Angelis in Karate Kid III - La sfida finale
- Massimiliano Manfredi in Beautiful (1° voce)
- Alessandro Quarta in Beautiful (2° voce)
- Claudio Moneta in Happily Divorced
- Massimo Triggiani in Desperet Housewives
- Roberto Fidecaro in Gangster Land
- Andrea Beltramo in Cobra Kai